# Takeda Nobushige (1386–1450)

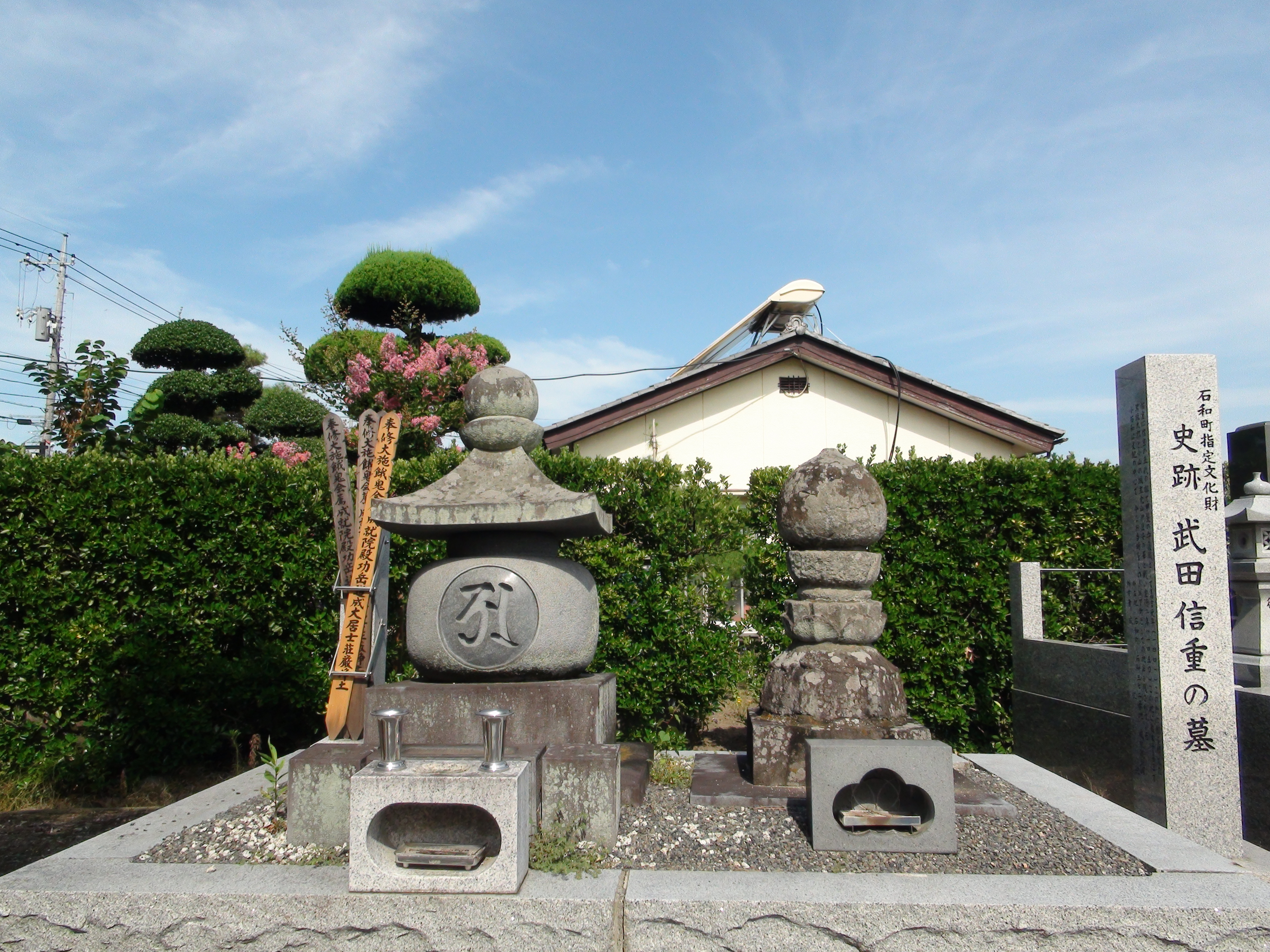
Das Grab von Takeda Nobushige in Fuefuki-Stadt (笛吹市) Isawa-Viertel(石和町) Kosawa (小石和) im Jōju-in (成就院), 2012

Takeda Nobushige (jap. 武田 信重; * 1368; † 28. Dezember 1450) war Daimyō in der Muromachi-Zeit (siehe auch Nord-Südhof) und das 14. Familienoberhaupt der Takeda von Kai. Der Name eines Bruders von Takeda Shingen wird zwar mit anderen Zeichen geschrieben, aber gleich ausgesprochen (siehe Takeda Nobushige (1525–1561)).